# Turdus plumbeus
El zorzal patirrojo (Turdus plumbeus) también conocido como chuá-chuá, zorzal cubano, zorzal de patas coloradas, zorzal de patas rojas o zorzal real, es una especie de ave paseriforme de la familia de los túrdidos. Se distribuye ampliamente en algunas islas del Caribe.

## Distribución y hábitat
Su hábitat natural son los bosques secos, bosques húmedos, bosques montanos y zonas degradadas. Esta especie puede ser considerada como la contraparte caribeña del robín americano, ya que tiene hábitos similares, incluyendo ser un visitante frecuente de jardines y céspedes.
Se puede encontrar en la Bahamas, Caimán Brac, Cuba, Dominica, República Dominicana, Haití y Puerto Rico. Anteriormente se podía encontrar en la islas del Cisne de Honduras, pero actualmente se encuentra extinto.
Se alimenta mayoritariamente de frutas, pero un tercio de su dieta incluye insectos (orugas, escarabajos, hormigas, grillos, avispas), además de caracoles ocasionales, ranas, lagartijas y los huevos de otras aves.
Está clasificado como preocupación menor por la IUCN.